# Efficy
Efficy est un éditeur belge de logiciels CRM (Customer Relationship Management ou gestion de la relation client) personnalisables en fonction du métier et/ou du secteur d'activités du client (banque, secteur public, mutuelles, assurances…) basé à Bruxelles (Belgique) et opère dans plus de 60 pays.

## Histoire
Efficy est une société qui a été fondée en Belgique en 2005 par Cédric Pierrard, fondateur et membre du conseil d'administration et Robert Houdart, actuellement directeur recherche et développement et créateur du programme d'échecs Houdini.

## Acquisitions
Six ans après la création d’Efficy, une grande série d'acquisitions débute, avec en moyenne une acquisition par année jusqu'à aujourd’hui :
- 2005 : création d'Efficy (Belgique)
- 2011 : acquisition d'Elink (France) ;
- 2011 : acquisition d'Expand It (France) ;
- 2012 : acquisition de Valticha (Suisse) ;
- 2013 : acquisition de Winris (Pays-Bas) ;
- 2014 : acquisition de Sowdis (France) ;
- 2014 : acquisition de Nextapplication (France) ;
- 2016 : acquisition de Royal App Force (Belgique) ;
- 2017 :  acquisition de Desico / Vente Partner (France)[2] ;
- 2018 : acquisition d’E-Deal (France)[3] ;
- 2019 : acquisition de SumaCRM (Espagne)[4] ;
- 2020 : acquisition d’INES CRM (France)[5] ;
- 2021 : acquisition de WebCRM (Danemark)[6] ;
- 2021 : acquisition de PerfectView (nl) (Pays-Bas)[7].
- 2021 : acquisition d'Apsis (Suède)[8]

Depuis 2019 Fortino Capital Partners, société d'investissement, investit dans Efficy. En septembre 2021, la société d'investissement Apax Partners a annoncé son entrée au capital du groupe Efficy.

## Produits et services
Efficy propose une suite complète de solutions CRM conçues pour répondre aux besoins des entreprises de tous secteurs. Sa plateforme modulaire permet une personnalisation poussée, avec des fonctionnalités couvrant :   
- Gestion des ventes : suivi des opportunités, automatisation des tâches commerciales, prévisions de ventes.

- Marketing automation : campagnes multicanal, segmentation avancée, scoring de leads.

- Service client : gestion des tickets, base de connaissances, suivi SLA.

- Gestion documentaire (GED) : intégration native d’un système de gestion électronique des documents.

- Reporting et analytics : tableaux de bord personnalisables, KPIs en temps réel.

- Conformité RGPD : outils pour la gestion des consentements et la traçabilité des données.

Les solutions sont disponibles en mode SaaS ou on-premise et s’intègrent avec de nombreux outils tiers (ERP, messagerie, outils collaboratifs).

## Présence géographique
Efficy est présent dans plusieurs pays européens, avec des bureaux à Bruxelles, Paris, Lyon, Toulouse, Madrid, Utrecht, Malmö, Copenhague, Helsinki, Oslo et Stockholm.
Actuellement, Efficy compte 550 employés répartis dans 13 pays et aspire à devenir le leader européen dans le domaine du CRM.